# Project Scissors: NightCry
Project Scissors: NightCry è un survival horror giapponese, seguito spirituale della serie horror Clock Tower, sviluppato da Nude Maker dallo stesso autore della saga Clock Tower, Hifumi Kouno e diretto da Takashi Shimizu regista ed autore della saga cinematografica The Grudge.

## Trama
Night Cry è ambientato a bordo di una lussuosa nave da crociera. Al crepuscolo di una sciagurata sera di Agosto, cominciano a verificarsi misteriosi e brutali omicidi e, quando tutto l'equipaggio verrà massacrato, la nave si ritrova alla deriva. Gli unici superstiti sono condannati in un conto alla rovescia e alla scoperta dell'enigma che si cela dietro la misteriosa creatura armata di cesoie e che prende forma e consistenza da ogni fluido.

## Modalità di gioco
Come in Clock Tower, il gameplay è il classico del genere punta e clicca ma, come nella saga che lo ha ispirato, i personaggi di gioco non avranno armi o arsenali militari, ma solo l'arguzia per nascondersi e la rapidità ottimale per fuggire. Al contrario, il nemico di gioco (ScissorWalker) punterà su apparizioni pre-calcolate segnalate da un crescendo musicale e, a differenza dei personaggi giocabili, sarà invulnerabile potendo anche contare su attacchi terribilmente efficaci e definitivi.

## Sviluppo
Il 23 gennaio 2015 è partita la campagna crowdfunding Kickstarter per il finanziamento di Project Scissors: NightCry. Il team ha impostato un obiettivo di 300.000$, poi raggiunto e superato con successo a pochi giorni della sua scadenza.
Il regista giapponese Takashi Shimizu ha girato, per l'occasione, un corto in live-action che ci mostra un bambino e la sua giovane madre alle prese con ScissorWalker, il terribile killer ectoplasmatico che tormenterà anche le (dis)avventure dei giocatori.
ScissorWalker, che si rifà chiaramente allo Scissorman della saga videoludica horror Clock Tower, è stato concepito e disegnato da Masahiro Ito, designer di punta della serie horror di culto Silent Hill. Suo è il design del mostruoso Pyramid Head apparso per la prima volta nell'acclamato Silent Hill 2.. Le eroine di gioco e i concept design utili a definire le atmosfere di gioco sono invece opera dell'italiano Chris Darril, già direttore artistico e concept designer del canadese Forgotten Memories: Alternate Realities  e del caso indie Remothered: Tormented Fathers, horror dell'anno 2018 
Una demo in versione alpha è stata resa accessibile in particolare anticipo rispetto alla release ai soli sostenitori che hanno contribuito alla campagna crowdfunding su Kickstarter.
Il 29 marzo 2016 Project Scissors: NightCry debutta su Steam e Playsm.